# سهيل بانوار
سهيل بانوار (بالإنجليزية: Sahil Panwar)‏ هو لاعب كرة قدم هندي في مركز الدفاع، ولد في 26 أغسطس 1999 في دهرادون في الهند. شارك مع منتخب الهند تحت 20 سنة لكرة القدم. أما مع النوادي، فقد لعب مع نادي مدينة بونه لكرة القدم.

## وصلات خارجية
- سهيل بانوار على موقع قاعدة بيانات كرة القدم.إي يو (الإنجليزية)
- سهيل بانوار على موقع Soccerway.com (الإنجليزية)